# University of Roehampton
Die University of Roehampton ist eine staatliche Universität in London.

## Geschichte
Die Geschichte der University of Roehampton geht bis ins 19. Jahrhundert zurück. 1841 wurde das erste der vier Colleges, das Whiteland College, gegründet. Darauf folgten das Southlands College (1872), Digby Stuart College (1874) und das Froebel College (1892). Im Jahr 1975 schlossen sich diese vier Colleges zum Roehampton Institute of Higher Education (RIHE) zusammen. 1984 wurde es Teil der University of Surrey, ehe es 2004 seine Unabhängigkeit als Roehampton University erklärte.

## Zahlen zu den Studierenden
Von den 12.495 Studenten des Studienjahrens 2019/2020 nannten sich 7.970 weiblich (63,8 %) und 4.510 männlich (36,1 %). 11.160 Studierende kamen aus England, 15 aus Schottland, 30 aus Wales, 25 aus Nordirland, 470 aus Europa und 790 aus dem Nicht-EU-Ausland. Somit kamen 1.260 (10,1 %) aus dem Ausland. 10.365 Studierende strebten 2019/2020 ihren ersten Studienabschluss an, sie waren also undergraduates. 2.130 arbeiteten auf einen weiteren Abschluss hin, sie waren postgraduates. Davon waren 350 in der Forschung tätig.
2006/2007 waren es 8.535 Studenten gewesen.